# Zanesville, Ohio
Zanesville là một thành phố thuộc quận Muskingum, tiểu bang Ohio, Hoa Kỳ. Năm 2010, dân số của thành phố này là 25487 người.

## Dân số
- Dân số năm 2000: 25586 người.
- Dân số năm 2010: 25487 người.